# 東長野層
東長野層（ひがしながのそう、Higashinagano Formation）は、日本のジュラ紀の豊浦層群に属する層単元の地層名である。
1926年に小林貞一によりHigashi-Nagano Groupとして最初に命名されたが、1931年の論文でこれを東長野層と記述している。本層は山口県下関市菊川町を中心として北側の豊田町、南側の阿内にまたがって分布し、田部盆地により北部地域と南部地域に隔てられる。

## 概要
東長野層は、古生代の豊東層群や蓮華変成岩を基底礫岩・砂岩により不整合に覆い、北部地域では上位の西中山層下部と同時異相の関係ないし西中山層に整合に覆われ、南部地域では古生界および断層とこれに貫入したひん岩岩脈を介して接し、西中山層と整合関係にあるとされている。基底礫岩・砂岩層に始まり，砂岩，砂質泥岩からなり，ひん岩や石英斑岩などの小岩脈や白山（標高251.1ｍ）の斜長斑岩の岩株状の岩体に貫入される。
東長野層は、岩相により中山溪礫岩部層、東中山砂岩部層、城戸砂岩部層、木屋川砂質泥岩部層の4つの部層から構成され、各部層は同時異相の関係にあるため場所により部層の示す年代が異なるとされる。南部地域では、基底部の礫岩砂岩層、下部の泥岩優勢砂岩泥岩互層、中部の砂岩優勢砂岩泥岩互層、上部の泥岩優勢砂岩泥岩互層、最上部の礫岩砂岩層の5つの岩相に区分されており、本層が最も厚く分布する上小月周辺で基底の礫岩層が残存しているとされる。
北部地域において、松本・小野による1947年の報告では東長野層は5つの部層から構成され、下位よりNbc部層（基底礫岩）とNbs部層（基底砂岩）をBasal Member（基底部層）とし、Ncs部層（Lower Coarse Sandstone Member：下部粗粒砂岩部層）、Nss部層（Middle Sandstone Member：中部砂岩部層）、Nsh部層（Upper Sandy-shale Member：上部砂質頁岩部層）からなるが、平野による1971年の報告で東長野付近の基盤の黒色石英片岩を不整合に覆うNbc部層はNcs部層として統合された。中田・松岡による2011年の報告では、平野による1971年の部層の岩相区分にほぼ対応している。
層厚は，北部地域では250-360ｍないし約350ｍとされるが平均400ｍとする報告もある、南部地域で750～770ｍ、上小月～一本松周辺の背斜構造が知られていなかった地域ではかつて層厚1000ｍあるいは900ｍと厚く見積もられている。
地質年代は、アンモナイト化石からシネムーリアン期～後期プリンスバッキアン期と推定されているが、下限はヘッタンギアン期を含むとするいくつかの文献がある。
南部地域において豊浦層群とは断層で画された長門構造帯中に東長野層の分布が報告されたが、この分布域には主としてペルム系豊東層群に属する肥田砂岩層の塊状中粒～粗粒の砂岩およびこれに胚胎する石灰岩が交代されたスカルン鉱床が分布し、この西方延長上の断層ブロックに豊浦層群阿内層上部の砂岩層や豊西層群清末層の基底砂岩が分布するとされる。高橋ほかによる肥田砂岩層上部の砂質頁岩は、菊川町下大野において長門構造帯より北側の東長野層の岩相として変更されている。

## 堆積環境
豊浦層群の堆積場はその東縁を長門構造帯で画され、生物相などから比較的静穏な内海で堆積した地層と考えられている。
北部地域の東長野層Nbc部層からNss部層は、急激な上方細粒化サイクルを示すとともに、チャネル構造や癒着の顕著な土石流起源の基底の角礫岩や土石流起源の砂岩は結晶片岩や圧砕花崗岩のクラストに富むことなどから、東側の長門構造帯に由来する構造盆地縁辺相の崖錐スロープエプロン堆積物とみなされ、ウェーブリップルやハンモック状斜交層理（=HCS）などを欠くとされている。他の報告では、多種多様なタクサから構成される二枚貝化石群集の認められる北部地域の東長野層において、数十ｍに癒着したHCS砂岩層の存在（場所・層準の記載なし）が指摘されている。
より水深の深い環境を示す南部地域の東長野層では、暴浪時-静穏時波浪限界水深の間で形成されたとされる小型のHCS砂岩層が中部層準のみ記載されており、その他の層準では暴浪時波浪限界以深で堆積したとされる高密度混濁流から堆積した単層厚の厚い砂岩層、バウマ・シークエンスを示すタービダイト砂岩層および土石流起源の堆積物などの重力流堆積物が報告されている。南部地域からのHCS砂岩層の他の報告では、2010年の河村による層序に対応させると東長野層下部の1地点、中部の1地点、最上部の2地点、他の3地点は本層と地質構造が異なり（吉冨による地質図においても同様の構造が描かれる）、断層で画された豊浦層群阿内層の分布域にある。この阿内層の分布域から東長野層産としてリストされている植物化石がいくつかあるが、産地の位置は1987年に木村・大花によって報告されたかつての西中山層下部の阿内岡の産地（068）と同一であり、Gleichenites ? sp.、Onychiopsis elongata、Sphenopteris sp. B、Araucarites cf. cutchensis、Brachyphyllum ex gr. expansumなど，阿内層の植物群と一致するタクサが報告されている。なお、木村・大花による西中山層の植物化石産地が記された地質図は高橋ほかにほぼ基づいており、1973年の高橋による報告では阿内岡の西中山層下部のNf帯（西中山層を参照）からとして、Cladophlebis exiliformis、Onychiopsis elongataなどが報告されている。

## 化石と年代

### 北部地域

#### ・中山溪礫岩部層
最下部の中山溪礫岩部層（Nbc部層）からアンモナイトの産出はなく、Cardium naganoense（ザルガイ科）などの二枚貝類、腹足類の他Chomatoseris cyclitoides（六放サンゴ）やPentacrinus（ゴカクウミユリ類の茎）が報告されている。

#### ・東中山砂岩部層
東中山砂岩部層（Ncs部層）の下部は、松本・小野（1947）のNbs部層にほぼ相当する速水によるCardinia toriyamai bedから東長野層で最も多種にわたる浅海性の二枚貝の他、掘足類、腹足類、六放サンゴ、ゴカクウミユリ類、腕足類、アンモナイトなどが産出し、アンモナイトのArietites sp.から東中山砂岩部層の年代は前期シネムーリアン期とされている。　なお、松本・小野によって基底部から報告されたアンモナイトHarpophylloceras ? sp.は、佐藤によりJuraphyllitesとされヘッタンギアン期が示唆されたが、この化石の産地は平野によりNcs部層産として一括され前期シネムーリアン期のものとされた。
Cardinia toriyamai bedからは、Cardinia（カルディニア科）、Grammatodon toyorensis・Parallerodon（パラレロドン科）、Oxytoma（オキシトマ科）、現生科ではLiostrea toyorensis・現生属Lopha（イタボガキ科）、Entolium（エントリウム科）、"Aequipecten" toyorensis・現生属Chlamys（イタヤガイ科）、Prosogyrotrigonia（トリゴニア科）、Antiquilima nagatoensis・Plagiostoma（ミノガイ科）、Protocardia（ザルガイ科）、Astarte・Praeconia（エゾシラオガイ科）、Sphaeriola・現生属Lucina・現生属Fimbria（ツキガイ科）といった二枚貝や、生きた化石といわれる現生属Neritopsis（アマガイモドキ科）などの巻貝類、Chomatoseris（六放サンゴ類）、ゴカクウミユリ類などが報告されている。
東中山砂岩部層の上部は、速水によるProsogyrotrigonia bedに相当し、Prosogyrotrigonia inouyeiをはじめ、Meleagrinella（アビキュロペクテン科）、現生属Modiolus（イガイ科）、Pleuromya（プレウロミヤ科）などの二枚貝類が加わり、その他、腹足類、Chomatoseris（六放サンゴ類）、腕足類などが報告されている。

#### ・城戸砂岩部層
城戸砂岩部層（Nss部層）は、速水によるOxytoma bedに相当し、Oxytomaのほか、現生属"Lima"（ミノガイ科）、Meleagrinella、Entolium、Plagiostomaといった二枚貝がみられる他、東中山で後期プリンスバッキアン期初期を示す示準化石のアンモナイトAmaltheus stokesiに比較される種のほか、アンモナイトArieticerasを産し、年代は後期プリンスバッキアン期初期と推定されているが、上下の部層との同時異相関係のため場所により年代が異なるとされる。

#### ・木屋川砂質泥岩部層
木屋川砂質泥岩部層（Nsh部層）は、植物化石Nilssonia brevis（ソテツ類）が報告されている。

### 南部地域
生痕化石として、フィコサイフォン形成者による生物擾乱が下部と上部の泥岩優勢層中に認められている。
前期シネムーリアン期を示すアンモナイトVermiceras cf. spiratissimumが、菊川町田部の東長野層上部から報告されているが、これが南部地域の東長野層下部のヘッタンギアン期の存在を示唆する唯一の情報となる。
植物化石では、上小月西方の東長野層上部からBrachyphyllum expansum（球果類）が報告されている。